# Jangchai Co
Jangchai Co (kinesiska: Jiangchai Cuo, 姜拆错) är en sjö i Kina. Den ligger i den autonoma regionen Tibet, i den sydvästra delen av landet, omkring 280 kilometer norr om regionhuvudstaden Lhasa. Den ligger vid sjöarna  Tomrai Co och Jiate Cuo. Trakten runt Jangchai Co består i huvudsak av gräsmarker.
Genomsnittlig årsnederbörd är 706 millimeter. Den regnigaste månaden är juli, med i genomsnitt 202 mm nederbörd, och den torraste är januari, med 4 mm nederbörd.